# Liste von Schutzwaffen bis 1900
In dieser Liste der Schutzwaffen sind Schutzwaffen  von der Steinzeit bis zum Ende des Viktorianischen Zeitalters aufgelistet. Die hier aufgelisteten Schutzwaffen umfassen Rüstungen, Helme und Schilde.

## A
- Achsel (Rüstung)
- Adaga
- Adarga (spanischer Schild)
- Ailetten
- Anime (Rüstung)
- Anstoßkappe
- Apulisch-Korinthischer Helm
- Armet
- Armzeug
- Asmat-Schild
- Assyrischer Spitzhelm
- Ayar

## B
- Bachteretz-Rüstung
- Baju Band
- Baju Empurau
- Baju Lamina
- Baju Rantai
- Baluse
- Barbuta
- Baru Lema'a
- Baru Oroba
- Beckenhaube
- Beinschiene (Rüstung)
- Beinzeug
- Benty-Grange-Helm
- Bischofskragen
- Bōgu
- Bolo-Helmmaske
- Bornu-Rüstung
- Böotischer Helm
- Brechscheibe
- Brechschild
- Brewster-Körperschild
- Brigantine (Rüstung)
- Brillenhelm
- Bruststück mit Federmechanismus
- Brünne
- Buckler (Faustschild)
- Buckelhelm
- Bügelhelm
- Bum'Bere Tofao

## C
- Cabasset
- Caetra
- Cassis (Militär)
- Chalkidischer Helm
- Chalkidischer Helm, iberokeltische Sonderform
- Chimalli
- Chinesische Palastwachenrüstung
- Chinesischer Rossharnisch
- Clipeus
- Chochin-Kabuto
- Coppergate-Helm
- Crinet
- Crista (Helm)
- Crosby-Garrett-Helm
- Custodian helmet

## D
- Dange
- Dastar Bungga
- Dendra-Rüstung
- Deutscher Visierhelm
- Dilge
- Dō (Kendō)
- Dōmaru
- Dreischeiben-Plattenpanzer Typ Alfedana

## E
- Eberzahnhelm
- Eboshi-Kabuto
- Eisenhut (Helm)
- Eisenschuh
- Ellbogenkachel
- Englischer Eisenhut
- Etruskischer Kammhelm

## F
- Falkner Panzerhandschuh
- Fechtschild
- Federgestell
- Flügelhelm
- Fürbug

## G
- Gagong
- Galea (Helm)
- Galerus
- Gambeson
- Geblendete Rossstirn
- Geschlossene Sturmhaube
- Geschlossener Helm
- Geschübe
- Gjermundbu-Helm
- Glagwa
- Glockenpanzer
- Gotischer Plattenpanzer
- Grand Bacinet
- Grere’o
- Guisborough-Theilenhofen (Helm) (Römischer Parardehelm aus Theilenhofen)

## H
- Hai-Date
- Halsberge
- Hampang Hampang
- Hanburi
- Haramaki
- Hara-Ate Do
- Harnisch (auch Harnasch)
- Hari Bashi Kabuto
- Hatomune-Do
- Hellenischer Pilos-Helm
- Helm Alexis I.
- Helm aus Kovali
- Helm des Skanderbeg
- Helm des Jaroslaw Wsewolodowitsch
- Helm des Zaren Michael I.
- Helm Jacob I.
- Helm von Ciumești
- Helm von Filottrano
- Helm von Poiana Coțofenești
- Helm von Sutton Hoo
- Heraldischer Helm
- Hersenier
- Hirnhaube
- Hoguine
- Hoplon
- Horo (Schild)
- Hoshi Kabuto
- Hotoke Do
- Hörnerhelm Heinrich VIII.
- Hundsgugel

## I
- Illyrischer Helm
- Indische Panzerhaube
- Indische Schienenrüstung
- Indischer Rossharnisch
- Inuit-Rüstung
- Iranische Rossstirn
- Isihlangu
- Italienischer Armschild
- Italienische Sturmhaube
- Italischer Helm mit Stirnkehlung Typ Filottrano
- Italischer Pilos-Helm

## J
- Japanische Rossstirn
- Japanische Rüstung
- Japanischer Rossharnisch
- Jazeran
- Jin-Baori
- Jingasa

## K
- Kabuto
- Kaji Kabuto
- Kalijawo Malampe
- Kalijawo Malebu
- Kampfhandschuh
- Kanta
- Kappenhelm
- Karuta Kabuto
- Kassidion
- Kastenbrust
- Katabira
- Katapu
- Kaukasischer Helm
- Kawagasa
- Kawari Kabuto
- Kekutsu
- Kettenbrünne
- Kettenrüstung
- Kinnreff
- Klappenpanzer
- Klebit bok
- Kliau
- Klibanion
- Knopflochweste
- Koboshi Bashi Kabuto
- Kôgake- und Kusari-Tabi
- Kolbenturnierhelm
- Koreanische Lederrüstung
- Korinthischer Helm
- Koryak-Rüstung
- Kote (Rüstung)
- Kriegsrüstung
- Kiribati-Kokosfaserrüstung
- Krokodilpanzer
- Krug (Rüstung)
- Krupper
- Kulah Khud
- Kulah-Zirah
- Kurabit
- Kürassierstiefel
- Küriss
- Kusazuri

## L
- Lamellenhelm
- Lamellenpanzer
- Lazer Helmets
- Ledermantel (Rüstung)
- Lederrüstung
- Leichte chinesische Rüstung
- Leinenpanzer
- Lombu Lombu
- Lentner
- Lolo-Rüstung
- Lorica Hamata
- Lorica Plumata
- Lorica Segmentata
- Lorica Squamata

## M
- Madu
- Maedate
- Mamelieres
- Manica (Waffe)
- Manjiyuwa
- Maskenhelm
- Medicine Shield
- Men (Kendō)
- Menpo
- Mere
- Mogul-Rüstung
- Momonari Kabuto
- Mongolischer Kegelhelm
- Mongolischer Kalottenhelm
- Helm Typ Montefortino
- Morion
- Moro-Hornhelm
- Moro-Rüstung
- Muskelpanzer

## N
- Nagegama
- Nanbandō
- Nasalhelm
- Nata-Messer
- Ndome (Schild)
- Ned-Kelly-Rüstung
- Negauer Helm
- Newstead-Helm
- Niederbieber (Helm)
- Nodowa
- Normannenschild

## O
- Ocrea
- Orientalische Rossstirn
- Osmanischer Prunkhelm
- Osmanischer Turbanhelm
- Osmanisches Beinzeug
- Ōyoroi

## P
- Panoplie
- Panzer von Ksour Essef
- Panzerhandschuh (Fechten)
- Papua-Borkengürtel
- Paraderüstung
- Parma (Waffe)
- Patagonische Tierhaut-Rüstung
- Paukhelm
- Papua-Neuguinea-Rattanrüstung
- Pavese
- Pektorale
- Persischer Rundschild
- Peurise
- Peurise Awe
- Peurise Teumaga
- Phrygisch-Chalkidischer Flügelhelm
- Phrygischer Helm
- Picenische Scheibenrüstung
- Pickelhaube
- Pikenierhandschuh
- Pistolenschild
- Plattenpanzer
- Plattenrock
- Po (Schild)
- Polnische Zischägge
- Pourpoint (Rüstung)
- Pugnum

## R
- Raupenhelm
- Rennhut
- Ribchester-Helm
- Riefelharnisch
- Ringkragen
- Römischer Paradehelm aus Theilenhofen
- Rossharnisch
- Rossstirn
- Rotella (Rundschild)
- Römische Rossstirn
- Russische Targe
- Russischer Halbmaskenhelm Typ IV
- Rüstung
- Rüstung für das Kolbenturnier
- Rüstung für das Realgestech

## S
- Salawaku
- Sappenpanzer
- Sappeurhelm
- Sassanidischer Helm
- Savoyardenhelm
- Savoyardischer Burgonet
- Schaller
- Schamkapsel
- Schienbeinschützer
- Schild (Waffe)
- Schildbuckel
- Schildfessel
- Schuberth Helme
- Schutzweste des amerikanischen Bürgerkrieges
- Schuppenpanzer
- Schwerer Doppelschuh
- Scutum (Schutzwaffe), römischer Schild
- Sikkim- und Bhutan-Rüstung
- Sindh-Rüstung
- Sipar
- Sode (Rüstung)
- Spangenhelm
- Spätrömischer Helm
- Spinnenhelm
- Stech- und Rennzeug
- Streiftartsche
- String work shirt
- Sturmhaube (Helm)
- Sudanesischer Rossharnisch
- Sudanische Rüstung
- Suji Bashi Kabuto
- Sune-Ate
- Schweifschutz

## T
- Takula Tofao
- Talawang
- Tameng
- Tandu Tandu
- Tankō
- Tare
- Tartsche
- Tassetten
- Tatamidō
- Tatarische Sturmhaube
- Tenugui
- Tete Naulu
- Thureos
- Tibetischer Rosspanzer
- Timbei
- Tlingit-Kriegshelm
- Tlingit-Münzenrüstung
- To-Kin
- Tonnenrockharnisch
- Top (Helm)
- Topfhelm
- Toraja-Messinghelm
- Tōseigusoku
- Toupha
- Turnierrüstung
- Türkisch-Persischer Gorget
- Trabai Temiang
- Trabharnisch
- Tropenhelm
- Tschuktschen-Rüstung
- Türkischer Rossharnisch

## U
- Utap
- Übergangsrüstung
- Urartäischer Helm

## V
- Vendel-Helm
- Verstärkungsplatte

## W
- Waki-Biki
- Wandsworth-Schild
- Waterloo-Helm
- Weisenau (Helm)
- Wenzelshelm
- Witham-Schild

## Y
- Yamabushi-Rüstung
- Yu-Gake

## Z
- Zischägge
- Zukin (Helm)
- Zunari Kabuto